# Bandera de Groningen

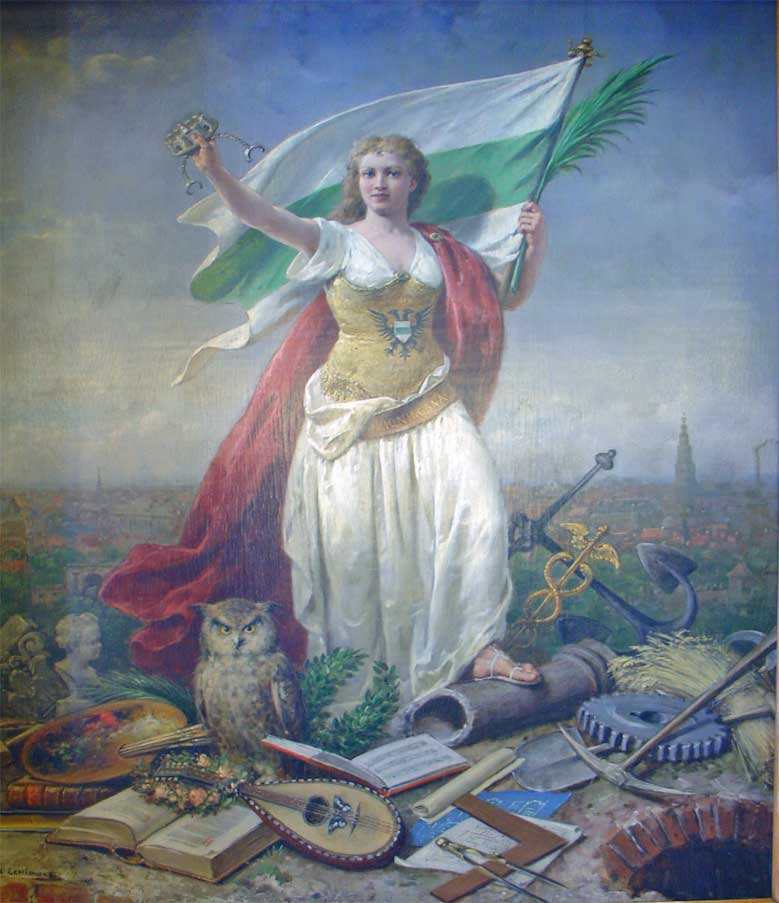
Pubilla amb la bandera de Groningen (1920), d'Otto Eerelman

La bandera de la ciutat i el municipi de Groningen, una ciutat del nord dels Països Baixos, mai no s'ha establert de manera oficial. A partir del segle xvii hi hagué l'escut de la ciutat, que acabà sent combinat amb els colors verd i blanc. La forma actual amb tres franges és documentada per primera vegada l'any 1879. Més tard, el 1897, l'alcalde Modderman digué: «la bandera d'aquest municipi es compon de tres franges de la mateixa mida; la franja el centre és de color verd i les altres dues de color blanc». La bandera de la província de Groningen es compongué l'any 1950 a partir de la bandera de la ciutat.